# Gmina Gower

Położenie Gminy Gower w hrabstwie Cedar

Gmina Gower (ang. Gower Township) – gmina w USA, w stanie Iowa, w hrabstwie Cedar. Według danych z 2000 roku gmina miała 528 mieszkańców.